# Oktroyierte Köge
Als Oktroyierte Köge werden Köge bezeichnet, die auf Grundlage von mehreren Oktroy (Freibrief, von Latein: auctoritas, Einfluss, Ansehen) errichtet wurden, die privaten Investoren während des 17. und 18. Jahrhunderts in dem zum Dänischen Gesamtstaat gehörenden Herzogtum Schleswig, besonders in Nordfriesland, das Recht zur Eindeichung gewährten. Hiermit waren häufig weitere Rechte verbunden, wie z. B. die Steuerfreiheit der Bewohner für einen bestimmten Zeitraum. Diese Köge waren als Kommunen erster Ordnung in den meisten Bereichen unabhängig von den umliegenden Verwaltungsbezirken.

## Geschichte
Historisch war die Landgewinnung entweder Aufgabe der Bauernschaften direkt an der Küste oder die des Landesherren. Voraussetzung für die Vergabe von Oktroy war die 1612 von Herzog Johann Adolf erlassene Resolution, nach der der Anwachs, das deichfähige Vorland, nicht mehr automatisch den anliegenden Gemeinden, sondern der Obrigkeit gehörte. Diese konnte das Recht zur Eindeichung selbst in die Hand nehmen, an die Marschbauern vergeben oder an verdiente Untertanen verkaufen. Nachdem viele Projekte dieser Art aber die Möglichkeiten der Zuständigen überstiegen und/oder durch Sturmfluten zunichtegemacht wurden, ermöglichten es die Oktroy, Kapital und Können auch aus anderen Ländern anzuziehen, ohne vor Ort Mittel in Anspruch zu nehmen.
Die frühesten Oktroy gab es nach 1634: In dem Jahr hatte die Burchardiflut die Insel Alt-Nordstrand auseinandergerissen. Nur Landreste – die heutige Halbinsel Nordstrand, die Insel Pellworm sowie die Halligen Nordstrandischmoor und Hamburger Hallig – verblieben als Fragmente. Der Gottorfer Herzog Friedrich III. versuchte zunächst mit eigenen Mitteln, auf Nordstrand ehemaliges Kulturland neu zu bedeichen, scheiterte jedoch. In der Folge stellte er Oktroy aus und bewegte erfolgreich den Brabanter Deichgrafen Quirinus Indervelden dazu, die übrig gebliebenen Teile der Insel gegen das Meer zu sichern. Indervelden erhielt Eigentum am gesamten Land, Polizeirechte, Freiheit von Abgabe, Handelsprivilegien und Religionsfreiheit für die größtenteils katholischen Deicharbeiter, die er in seiner Heimat anheuerte.
Das Oktroy war erfolgreich, so dass sein Sohn Herzog  Christian Albrecht in der Folge weitere Oktroy erließ. Er unterzeichnete 1681 einen Oktroy für die Dagebüller Bucht. Hier teilten sich etwa 220 Interessenten, sowohl aus den drei benachbarten Harden (Böking-, Wieding- und Karrharde) als auch Gottorfer Hofbeamte, die Finanzierung der Eindeichung des daraufhin nach dem Herzog benannten Christian-Albrechts-Kooges. Jeder Interessent bekam abhängig von seinem finanziellen Aufwand Land zugeteilt. Unter anderem waren die Eigentümer für 14 Jahre von allen Abgaben befreit. Sie selbst hatten die Hoheit über Gericht, Polizei, Kirche und Verwaltung auf dem Land.
1704 entstanden auf dieselbe Art und mit ähnlichen Rechten ausgestattet der Neue Christian Albrechtskoog und der Dagebüller Koog, der direkt an der damaligen Hallig Dagebüll anschloss. In den nächsten hundert Jahren wurde das Gebiet zwischen der Hallig Dagebüll im Südwesten und dem Festland nordöstlich davon durch weitere Eindeichungen geschlossen. Es handelte sich hierbei um den Kleiseerkoog, den Juliane-Marien-Koog und den Marienkoog.

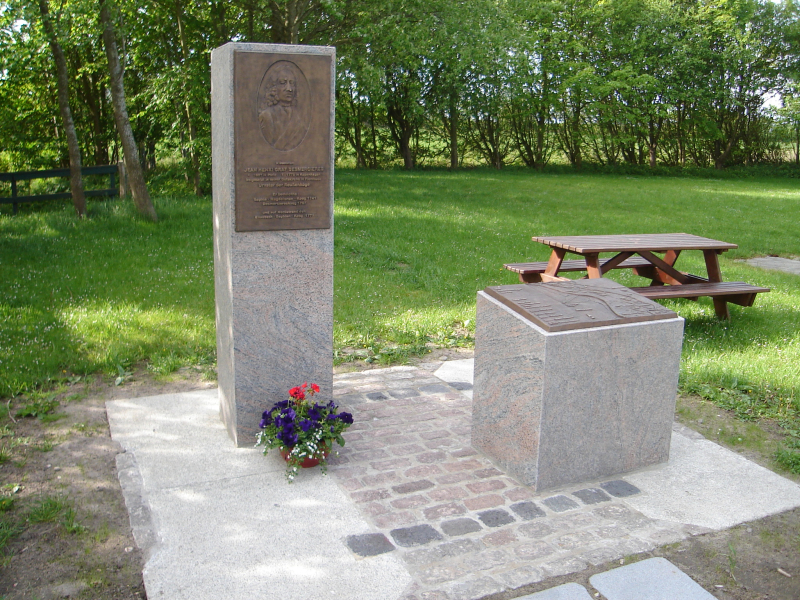
Einer der mit einem Oktroy ausgestatteten Investoren war Jean Henri Desmercières. Im Bild eine Gedenktafel zu seinen Ehren im Sophien-Magdalenen-Koog.

Die zweite große Bucht, die das Interesse für Eindeichungen hervorrief, war diejenige vor Bredstedt. Dieser Wattenmeerbereich, der sich im Schutz der Insel Nordstrand befand, lag im Einzugsbereich der Nordergoesharde und gehörte damit zum königlichen Anteil des Dänischen Gesamtstaates. Nachdem Christian IV. im 17. Jahrhundert bereits den Versuch unternommen hatte, die Bucht auf einen Schlag einzudeichen (Bredstedter Werk), aber immer wieder gescheitert war, vergab schließlich sein Ur-Urenkel König Christian VI. im 18. Jahrhundert Oktroy an den dänischen Adligen Jean Henri Desmercières und dessen Vater Jean Henri Huguetan Graf von Gyldensteen. Diesen beiden gelang es den Sophie-Magdalenen-Koog und den Desmerciereskoog sowie auf Nordstrand den Elisabeth-Sophien-Koog einzudeichen und mit den beiden erstgenannten den Grundstock der heutigen Gemeinde Reußenköge zu legen. Ebenfalls auf diesem Oktroy beruhte auch noch die Eindeichung der anschließend gewonnenen Ländereien des Reußenkooges und des Louisenkooges. Graf (später Fürst) Heinrich XLIII. profitierte hier durch das Erbe vom kurz zuvor verstorbenen Desmercières.
1853 wurden die insgesamt 22 oktroyierten Köge des Herzogtums – mit Ausnahme der fünf Nordstrander Köge, aus denen die Nordstranderharde gebildet wurde – der Gerichtsbarkeit der jeweils angrenzenden Harden unterworfen.